# O Diabo (tarô)

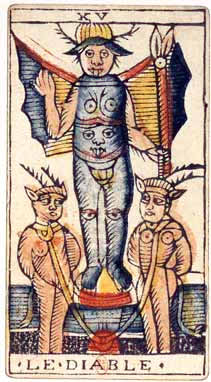
no Tarô de Marselha

O Diabo é 15º arcano maior do baralho de tarô.

## Simbologia
Um diabo eleva uma mão aberta e na outra segura uma espada, ele se encontra sobre uma espécie de altar. Ao nível do piso se encontram dois demônios menores, um feminino e outro masculino amarrados ou presos pelo pescoço ao altar. Aparentemente, têm suas mãos atadas atrás. No tarô de Rider, a mulher-demônio tem no final do rabo, uvas e o homem-demônio o rabo está em chamas. Ao contrário de Marselha, aqui, o diabo tem um archote aceso na mão, em vez de uma espada, e aparentemente está acendendo o rabo do homem-demônio.
O Diabo se associa com o vírus, com o eu imaginário, com o ponto. O anjo maligno «metade homem, metade besta» representa o lado obscuro de nós mesmos, a inconsciência, o egocentrismo e a falsa autonomia. 
A astúcia principal usada, com base em sua condição imensurável, é convencer-nos de que não existe. A infecção do corpo, a manipulação das mentes e posse da sua alma são as mais freqüentes armas na luta contra o bem. A sua missão é a de ampliar ao máximo o princípio da corrupção, mesmo à beira da autodestruição. (Con ello) intenta captar a dimensão que lhe falta.

## Mensagem
O Diabo manifesta o destino (bom ou mau). Poder de sedução, impulso cego, tentação, obsessão. Desvio sexual. Um estado mental (confesional). As paixões carnais descontroladas. Posição invertida: Carta daninha, mau uso da força. Fraqueza, cegueira, desordem. Efeitos maléficos. A patética condição humana que prefere a ilusão à verdade.